# Хошеут
Хошеут (калм. Хошуд) — посёлок (сельского типа) в Октябрьском районе Калмыкии, центр Хошеутовского сельского муниципального образования.
Население — 403 человек (2021)

## География
Посёлок расположен в пределах Сарпинской низменности, являющейся частью Прикаспийской низменности. Средняя высота — 3 м ниже уровня моря. Рельеф местности равнинный. К востоку от посёлка расположено озеро Канава, в 1 км к юго-востоку расположено озеро Сарпа, в 2,6 км к северу расположено озеро Хамзык-Хулсун. Посёлок расположен в 110 км к югу от посёлка Большой Царын.
По автомобильной дороге расстояние до столицы Калмыкии города Элиста составляет 200 км, до районного центра посёлка Большой Царын — 110 км. Ближайший населённый пункт посёлок Чарлакта расположен в 12 км к северу от посёлка.
Согласно классификации климатов Кёппена-Гейгера посёлок находится в зоне семиаридного климата (индекс Bsk). В окрестностях посёлка распространены солонцы в комплексе с бурыми пустынно-степными солонцеватыми почвами.
В посёлке, как и на всей территории Калмыкии, действует московское время.

## История
Дата основания не установлена. Населённый пункт первоначально назывался село Канава. Входил в состав Хошеутовского аймака Икицохуровского улуса (до 1930 года). 25 ноября 1920 года Постановлением ВЦИК и СНК РСФСР Икицохуровский улус вошел в состав вновь образованной Автономной области калмыцкого народа. В начале 20-х годов открывается начальная школа. С 1938 года в составе Кетченеровского улуса.
Во время Великой Отечественной войны на защиту Родины из села ушли на фронт более 300 добровольцев. 28 декабря жители села были депортированы по национальному признаку — калмыки. Село, как и другие населённые пункты Кетченеровского улуса был передан в состав Никольского района Астраханской области, населённый пункт переименован в посёлок Октябрьский.
В 1956 году в посёлок начали возвращаться калмыки. В 1957 году включён в состав Приозёрного района Калмыцкой автономной области. После возвращения из ссылки на территории поселения действовала ферма № 5 совхоза «Чкаловский». В 1958 году была открыта новая четырёхлетняя школа. В конце 1959 года — начале 1960 года в поселок провели линию электроэнергии. В 1961 году включён в состав совхоза «Сарпа» Приозёрного района. В 1967 году образовалась Октябрьская МЖС. В 1970 году в поселке открывается 8-летняя школа.
В 1975 году в поселке в честь 30-летия Великой Победы был воздвигнут обелиск «Воинам-землякам от односельчан».
В 1977 году поселок Октябрьский вошел в состав нового Октябрьского района Калмыкии. В 1980 году Октябрьская неполная средняя школа стала средней. В 1983 году был создан совхоз «Октябрьский».
В 1991 году переименован в посёлок Хошеут.

## Население
| 2002 | 2010 | 2011 | 2012 | 2013 | 2014 | 2015 |
| ---- | ---- | ---- | ---- | ---- | ---- | ---- |
| 375  | ↗380 | ↘377 | ↘362 | ↘351 | ↘335 | ↗342 |
| 2016 | 2017 | 2018 | 2019 | 2020 | 2021 |      |
| ↗344 | ↘343 | ↘338 | ↗345 | ↗348 | ↗403 |      |

Национальный состав
Согласно результатам переписи 2002 года большинство населения посёлка составляли калмыки (96 %)
| Национальность | Численность (2010) | Процент |
| -------------- | ------------------ | ------- |
| Калмыки        | 372                | 96,1%   |
| Кумыки         | 9                  | 2,3%    |
| Русские        | 6                  | 1,6%    |
| Всего          | 387                | 100%    |

## Социальная инфраструктура
В посёлке имеется почтовое отделение, дом культуры. Среднее образование жители посёлка получают в Хошеутовской средней общеобразовательной школе, дошкольное — в детском саду «Байрта» (открыт в 2012 году). Медицинское обслуживание жителей посёлка обеспечивают фельдшерско-акушерский пункт и расположенная в посёлке Большой Царын Октябрьская центральная районная больница.